# Nicolas Dumontheuil
Nicolas Dumontheuil, né à Agen le 25 septembre 1967, est un auteur de bande dessinée français.

## Biographie
En 1997, il a obtenu l'Alph-art du meilleur album au 24e Festival d'Angoulême pour son album Qui a tué l'idiot ?, pour lequel il a également reçu le Prix René Goscinny 1996.

## Ouvrages
- L'Enclave, Dargaud, coll. « Génération », 1993  (ISBN 978-2205042078).
- Qui a tué l'idiot ?, Casterman, 1996  (ISBN 978-2203359130). Prix du meilleur album au festival international de la bande dessinée d'Angoulême 1997.
- Malentendus, Casterman, 1999  (ISBN 978-2203389304)[1].
- Le Singe et la Sirène (dessin), avec Éliane Angéli (scénario), Casterman, 2001  (ISBN 978-2203389816)[2].
- Le Singe et la Dame Blanche (d'après une idée originale d'Éliane Angéli), Casterman, 2003  (ISBN 978-2203390133).
- La Femme floue, Casterman :

1. La maison qui n'existait pas, 2003  (ISBN 978-2203391079).
2. Bas les masques !, 2004  (ISBN 978-2203391116).

- Le Roi cassé, Casterman, 2005  (ISBN 978-2203391406).
- Big Foot (d'après le roman de Richard Brautigan Le Monstre des Hawkline), Futuropolis :

1. Première balade : Magic child, 2007   (ISBN 978-2754800815).
2. Deuxième balade : Holly Dolly, 2007  (ISBN 978-2754801485).
3. Troisième balade : Créatures, 2008  (ISBN 978-2754801775). Sélection officielle du festival international de la bande dessinée d'Angoulême 2009.

- Le Landais volant, Futuropolis :

1. Conversation avec un margouillat, 2009  (ISBN 978-2754802703).
2. À la recherche du sexe volé, 2009  (ISBN 978-2754803076).
3. Sketch sur le ketch, 2010  (ISBN 978-2754803953).
4. Le blanc qui parle tout seul, 2005  (ISBN 978-2754807227).

- La Colonne (dessin), avec Christophe Dabitch (scénario), Futuropolis[3] :

1. Tome 1, 2013  (ISBN 978-2-7548-0712-8)[4]
2. Tome 2, 2014  (ISBN 978-2-7548-0887-3)[5]

- La Forêt des renards pendus (adapté du roman d'Arto Paasilinna), Futuropolis, 2016  (ISBN 978-2754815819).
- L'ogre amoureux, Futuropolis , 2018  (ISBN 978-2754824026).
- Pas de pitié pour les Indiens, Futuropolis, 2020  (ISBN 978-27548-2745-4).
- Le roi des Mapuches (dessin), avec Christophe Dabitch (scénario) Futuropolis

1. La traversée des vastes pampas, 2021  (ISBN 9782754829830)
2. Au royaume de Wallmapu, 2021  (ISBN 9782754831383)

- L'impudence des chiens (Dessin), Aurélien Ducoudray (scénario ) Futuropolis, 2022  (ISBN 9782413043607)

## Prix et distinctions
- 1995 :  Prix du Festival de Sierre[6] pour Qui a tué l'idiot ?
- 1996 : Prix René Goscinny[6] pour Qui a tué l'idiot ?
- 1997 : Alph-Art du meilleur album français pour Qui a tué l'idiot ?[7]
- 2002 : Sélection Alph-Art du meilleur dialogue, au Festival d'Angoulême 2002 pour Le Singe et la Sirène
- 2009 : Sélection Officielle Festival d'Angoulême 2009 pour Big Foot, Troisième balade : Créatures
- 2016 :  Finaliste Prix Bédélys Monde[8] pour  La Forêt des renards pendus, éditions Futuropolis, adapté du roman d'Arto Paasilinna.